# David Walker (Politiker, 1763)
David Walker (* 13. April 1763 im Brunswick County, Colony of Virginia; † 1. März 1820 in Washington, D.C.) war ein US-amerikanischer Politiker. Zwischen 1817 und 1820 vertrat er den Bundesstaat Kentucky im US-Repräsentantenhaus.

## Werdegang
David Walker war ein Bruder von George Walker (1763–1819), der im Jahr 1814 für wenige Monate als US-Senator für Kentucky diente. Außerdem war er der Großvater von James D. Walker (1830–1906), der zwischen 1879 und 1885 für Arkansas im US-Senat saß. Er besuchte sowohl private als auch öffentliche Schulen und nahm als Soldat am Unabhängigkeitskrieg teil.
Später zog er in das Logan County, wo er einige lokale Ämter bei der Bezirksverwaltung und am Bezirksgericht ausübte. Zwischen 1793 und 1796 war er Abgeordneter im Repräsentantenhaus von Kentucky. Während des Britisch-Amerikanischen Krieges von 1812 war Walker Offizier im Stab von Isaac Shelby. Politisch wurde er Mitglied der Ende der 1790er Jahre vom späteren Präsidenten Thomas Jefferson gegründeten Demokratisch-Republikanischen Partei.
Bei den Kongresswahlen des Jahres 1816 wurde er im sechsten Wahlbezirk von Kentucky in das US-Repräsentantenhaus in Washington gewählt, wo er am 4. März 1817 die Nachfolge von Solomon P. Sharp antrat. Bei den Wahlen des Jahres 1818 wurde er bestätigt. Er trat seine zweite Legislaturperiode im Kongress am 4. März 1819 an. Allerdings konnte er diese nicht mehr beenden, da er bereits am 1. März 1820 verstarb. Er wurde auf dem Kongressfriedhof in Washington beigesetzt.